# Johann Jacob Leu
Johann Jacob Leu (26. ledna 1689 Curych – 10. listopadu 1768 tamtéž) byl švýcarský encyklopedista a bankéř.
Po studijních cestách po Německu, Nizozemsku a Francii nastoupil roku 1740 v Zürichu úřednickou dráhu; od roku 1749 byl zodpovědný za městské finance.
Spolu se svými syny vydával od roku 1747 dvacetisvazkový Allgemeines Helvetisches, Eydgenössisches, Oder Schweitzerisches Lexicon. Také publikoval právnické a jiné příručky.
Roku 1755 založil bankovní dům, současnou Bank Leu a roku 1759 se stal starostou města Zürich.